# Babylon 5: La Leyenda De Los Rangers
Babylon 5: La Leyenda De Los Rangers iba a ser un spin-off de la serie Babylon 5, aunque finalmente sólo llegó a realizarse el episodio piloto, titulado To Live and Die in Starlight (Vivir y Morir a la Luz de las Estrellas), que se emitió en el Sci fi channel el 19 de enero de 2002.

## Argumento
Durante un combate con corsarios, la nave Enfalli de los Rangers sufre graves daños. Con su capitán herido, el primer oficial David Martell toma el mando y da la orden de retirada, lo que le hace caer en desgracia ante el resto de los Rangers y le lleva al borde de la expulsión. Gracias a la intercesión de G’Kar y Sheridan se le da una nueva oportunidad como capitán de la Liandra, una vieja nave cuya tripulación murió recientemente de forma inexplicable, de la que incluso se dice que está encantada. Martell reúne una tripulación que incluye a varios rangers que tampoco han tenido una oportunidad, incluidos un drazi y una narn. Su primera misión será escoltar al Valen, la nave más moderna de la flota de la Alianza, que transporta a un grupo de delegados de varios miembros de la Alianza a una reunión secreta. Una reunión que tiene que ver con una nueva amenaza conocida tan solo como La Mano.

## Reparto
- Dylan Neal como David Martell.
- Alex Zahara como Dulann.
- Myriam Sirois como Sarah Cantrell.
- Dean Marshall como Malcom Bridges
- Warren T. Takecuhi como Kitara Sasaki.
- Jennie Rebecca Hogan como Na'Feel.
- David Storch como Tafeek.
- Enid-Raye Adams como Firell.
- Gus Lynch como Tirk.
- Todd Sandomirsky como Tannier.
- Andreas Katsulas como G'Kar.
- Mackenzie Gray como el Ministro Kafta.

### Relevancia argumental
Los únicos personajes de la serie que aparecen en esta película son G'Kar y el ranger minbari Tannier que apareció una vez en el episodio Curva de Aprendizaje, de la quinta temporada.
Al ser originalmente el piloto de una nueva serie, esta película se ocupa más de introducir nuevas tramas que de avanzar los arcos argumentales de la serie original. Se introduce a la raza conocida como La Mano, que podría o no tener relación con los alienígenas y hechos vistos en Tercer Espacio. La Alianza ha seguido ganando miembros, incluida la raza del ministro Kafta (a la que no se identifica por su nombre). Se ha creado ya el primer modelo de nave que combina tecnología humana y minbari, antecedente de los destructores clase Victory presentados en Llamada a las Armas.
La Crisis Telépata ya ha terminado.

## Cronología
- Los hecho de la película tienen lugar en el año 2265, algo menos de tres años después de Objetos en Reposo.
- Transcurre entre las películas El Río de las Almas y Llamada a las Armas.